# Nunataki Zub’ja
Die Nunataki Zub’ja (englische Transkription von russisch Нунатаки Зубья Nunataki Subja, deutsch ‚Zähne-Nunatakker‘) sind eine isolierte Gruppe von Nunatakkern im ostantarktischen Coatsland.
Russische Wissenschaftler benannten sie deskriptiv.